# Transports au Royaume-Uni

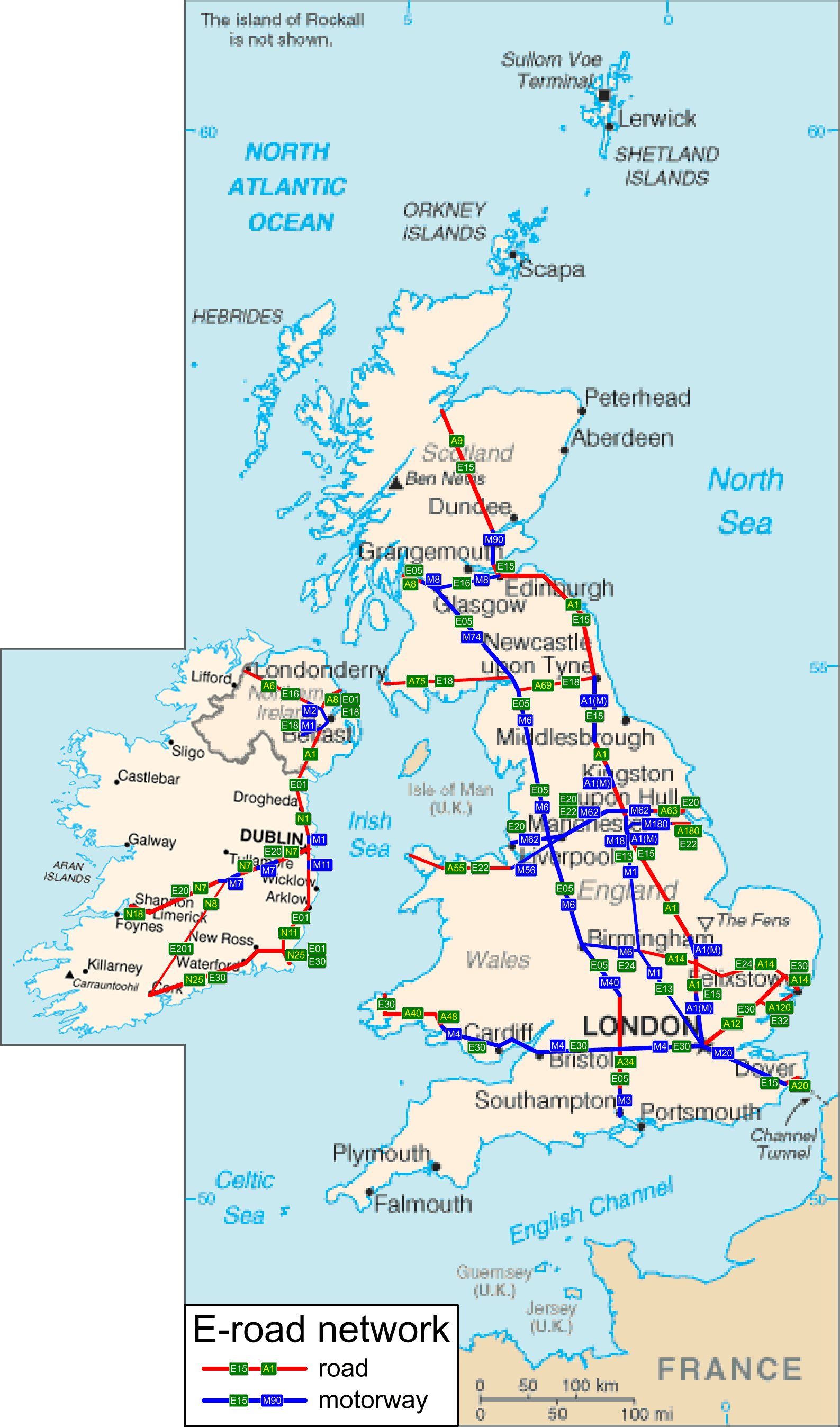
Autoroutes du Royaume-Uni

Cet article fournit diverses informations sur les infrastructures de transport au Royaume-Uni.

## Chemins de fer
- Total: 16 878 km
- Grande-Bretagne : 16 536 km à voie normale (1,435 m) (4 529 km électrifiés dont 3 136 km en courant alternatif 25 kV 50 Hz et 1 393 km en courant continu 750 V par troisième rail ; 12 591 km à double voie) (1996) ;

Lignes à grande vitesse opérationnelles au RU
270-300 km/h
250 km/h
200-230 km/h
<200 km/h

- Ligne à grande vitesse : 108 km (dont 34 en construction) : Channel Tunnel Rail Link (CTRL) entre Folkestone et Londres.
- Irlande du Nord : 342 km à voie large (1,600 m, comme en Irlande) (190 km à double voie).

Les trains circulent sur la voie de gauche. Le gabarit des trains est plus réduit que les gabarits continentaux.
Le tunnel sous la Manche relie le réseau ferroviaire britannique au continent.
Plusieurs villes sont dotées d'un réseau de métro.
- Londres a été la première ville au monde à développer un métro, dès 1860.
- Liverpool
- Glasgow

Ville dotées d'un réseau de tramway
- Birmingham
- Blackpool
- Londres
- Manchester
- Nottingham
- Sheffield

## Transport routier

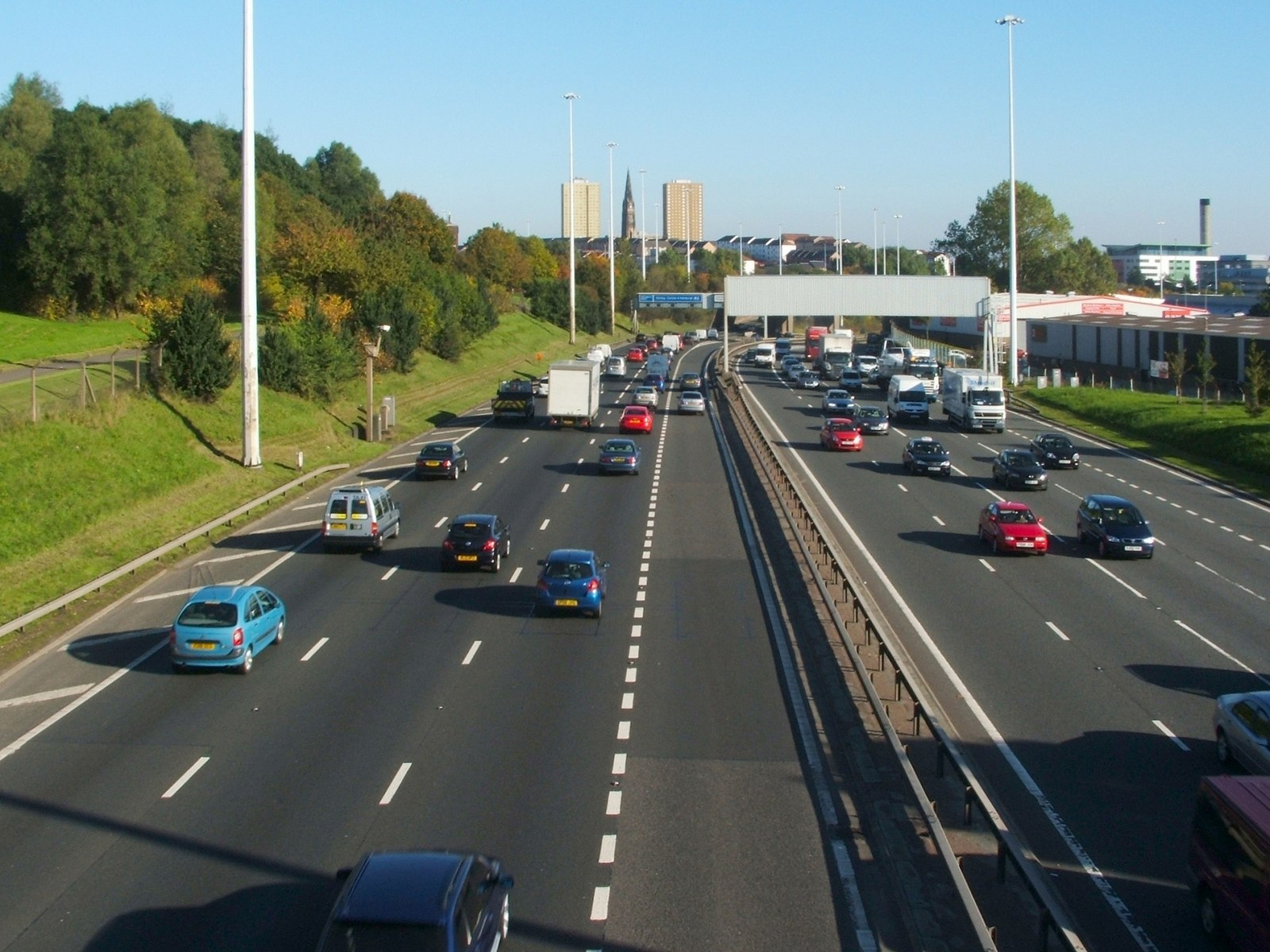
L'autoroute M8 traverse le centre-ville de Glasgow.

Le réseau routier britannique regroupe près de 334 000 kilomètres (207 538 mi) de routes pavées. Le système de mesures sur les routes au Royaume-Uni est le système impérial (milles, yards et pieds). Visiblement, au Royaume on conduit à gauche et dépasse à droite quand la majorité de l'Europe conduit à droite.
Les routes majeures comprennent les autoroutes (anglais : motorway) et les routes nationales (anglais : trunk roads).
Dans chaque nation du Royaume-Uni, les autoroutes et les routes nationales sont entretenues par une agence des gouvernements nationaux. En Angleterre, cette agence est l'Highways England.
Les routes sont divisés en routes illimitées et routes limitées. Les routes limitées sont celles qui ont l'éclairage public constant et ont une limitation de vitesse par défaut de 30 milles par heure (48 km/h).
En zone rurale, les grandes routes sont soit des routes à chaussée unique soit des routes à chaussées séparées. La limitation de vitesse des routes illimitées est la limitation maximale nationale.

### Angleterre

Carte du Major Road Network proposé (bleu) et Strategic Road Network existant (vert). Angleterre

Le National Highways Strategic Road Network (SRN) est long de 4 548 miles (une demi-douzaine de milliers de kilomètres) dont 1 913 miles (environ 3000 kilomètres) d'autoroutes, 1 789 miles (environ 2000 kilomètres) de routes "A-Roads" à double chaussée et 846 miles (environ 1000 kilomètres) de routes "A-Roads" à chaussée unique. En terme de distances parcourues, les autoroutes enregistrent 602 centaines de millions de véhicule-mile (hmvm); routes "A-Roads" à double chaussée 285 (hmvm); les routes "A-Roads" à chaussée unique 50 hmvm.
Ainsi, le SRN ets la partie la plus lourdement utilisée du réseau routier national, transportant un tiers de tout le trafic et deux tiers  de fret. Le réseau est divisé en six régions: North West, North East, Midlands, East, South West et South East, chacune ayant ses indicateurs de sécurité.

### Histoire
Le système autoroutier était construit après la seconde Guerre mondiale. C'est inférieur en capacité à les autres systèmes des pays occidentaux européens.

### Sécurité routière
Au Royaume-Uni, 1 860 personnes sont mortes sur les routes en 2016, selon Eurostat.
Au Royaume-Uni, en 2023, 334 milliard de véhicule-miles sont parcourus, ce qui correspond à 5 tués par milliard de véhicule-miles parcourus.

### Sécurité routière par type de route
Les autoroutes (motorway en anglais) ont deux fois plus de trafic mais présentent moins de risque que les routes "A-Roads" (1,34 KSI contre 3,40 par centaine de million de véhicule mile parcouru). Les routes "A-Roads" à double chaussée ont cinq fois plus de trafic mais seulement 2,5 fois plus de mort que les routes "A-Roads" à chaussée unique (2,79 KSI contre 6,87 par centaine de million de véhicule mile parcouru).

### Réseau
Total: 371 603 km
revêtues : 371,603 km (dont 3303 km d'autoroutes)
non revêtues : 0 km (1998)
La circulation se fait à gauche.

### Péage urbain de Londres
Pour limiter la congestion de la circulation automobile dans le centre de Londres, un péage urbain est perçu depuis le 17 février 2003. La zone concernée représente 22 km2, soit 1,3 % de la superficie totale du grand Londres. Le montant est de 8 euros par jour (entre 7 h et 18 h 30). Le contrôle se fait automatiquement par des moyens vidéo qui photographient les plaques d'immatriculation. En cas d'infraction, le montant de l'amende est de 80 £ (91 €). Au bout de six mois d'application, le nombre de véhicules entrant dans la zone centrale aurait baissé significativement, passant de 250 000 à 190 000, et les temps de trajet se sont réduits.

## Transport marin

### Voies navigables
3 200 km
Conduites : Oléoducs : pétrole brut 933 km ; produits raffinés 2 993 km ; gazoducs 12 800 km
Ports : Aberdeen, Avonmouth, Belfast, Bristol, Cardiff, Douvres, Falmouth, Felixstowe, Glasgow, Gloucester, Grangemouth, Hull, Larne, Leith, Liverpool, Londres, Manchester, Peterhead, Plymouth, Portsmouth, Scapa Flow, Southampton, Sullom Voe, Tees, Tyne.

### Marine marchande
Total: 173 navires (de 100 tonneaux ou plus de jauge brute) totalisant 2 917 708 tonneaux (3 063 113 tonnes de port en lourd).

#### Navires par catégories
Vraquiers 4, cargos 33, chimiquiers 5, minéraliers 1, porte-conteneurs 39, gaz liquéfiés 2, passagers 8, cargos mixtes 1, pétroliers 50, navires rouliers 18, passagers à courte distance 10, citerniers spécialisés 1, transport de véhicules 1 (1999)
- Paquebots : le Queen Mary 2 lancé en 2003 est le plus grand paquebot du monde.

## Aéroports
498 (1999)

### Aéroports - avec pistes en dur
Total : 357
de plus de 3000 m : 10
de 2500 à 3000 m : 33
de 1500 à 2500 m : 166
de 1000 à 1500 m : 93
de moins de 1000 m : 55 (1999)

#### Londres
- Aéroport de Londres Heathrow, premier aéroport d'Europe par le volume du trafic, le second au monde après Chicago ;
- Aéroport de Londres Gatwick, deuxième aéroport de Londres et le second dans le Royaume-Uni ;
- Aéroport de Londres Luton à Luton ;
- Aéroport de Londres Stansted dans l'Essex, à environ 80 km au nord de Londres.

### Aéroports - avec pistes en terre
Total : 141
de 1500 à 2500 m : 1
de 1000 à 1500 m : 23
de moins de 1000 m : 117 (1999 est.)

## Héliports
12 (1999)